# 箱根登山鉄道小田原市内線
小田原市内線（おだわらしないせん）は、箱根登山鉄道（現：小田急箱根）が1956年まで神奈川県小田原市において運行していた軌道線（路面電車）である。
なお、一部区間が重複する関連する廃線後のトロリーバス計画についても本項で記す。

## 概要

### 開業
元々、東海道本線が御殿場駅（現在の御殿場線）経由であった1888年（明治21年）に、小田原馬車鉄道によって国府津駅から小田原や湯本（現箱根町）への連絡を図る馬車鉄道として開業したのが始まりである。その後1900年（明治33年）に小田原電気鉄道に改称して電化開業した。設備・車両ともに路面電車規格だがインターアーバン（都市間連絡電気鉄道）的性格を持つ路線として国府津駅前 - 小田原 - 箱根湯本間を接続し、旅客および貨物輸送を実施した。
1919年（大正8年）、登山電車が箱根湯本 - 強羅間に開通し、1921年（大正10年）、ケーブルカー下強羅 - 上強羅（現在の強羅 - 早雲山）間も開通させる。鉄軌道事業とともに小田原・平塚周辺全域で電力事業を実施して黄金期を迎えた。

### 路線縮小
しかし、1920年（大正9年）鉄道省熱海線（丹那トンネルの開業後、東海道本線と改称）国府津 - 小田原間の開通により並行路線となるため、補償を受け軌道線の国府津駅前 - 小田原間を廃止し、省線の小田原駅前から発着するように経路変更を実施。さらに1923年（大正12年）関東大震災で鉄軌道事業・電力事業とも甚大な被害を受け経営状態が悪化する。
1928年（昭和3年）に同社保有の電力事業を取得する事を目的に日本電力に買収され、鉄軌道事業と分離されて箱根登山鉄道として再出発した。1935年（昭和10年）、自社鉄道線の小田原 - 箱根湯本間開通によって全面的に並行する軌道線の箱根湯本 - 箱根板橋間を廃止したことによって当初の都市間連絡や箱根への観光輸送の役割を鉄道省や自社の鉄道線に譲り、以降は規模を縮小して小田原町（1940年より小田原市）内の交通機関としての運行となった。

### 戦中戦後
第二次世界大戦末期、路線短縮後の軌道線残存区間も鉄道線と競合するため時節柄運行を休止し、戦災を受けた川崎市運輸事務所に電車を3両供出した。戦後、開業以来木造単車ばかりだった市内線に中古のボギー車を入線させて輸送力を増強した上で運行を再開する。
1948年（昭和23年）には戦時中に日本電力から箱根登山鉄道の株式を引き受けていた東京急行電鉄が分離・分割して小田急電鉄の傘下に入った。1950年（昭和25年）、小田急電鉄が箱根登山鉄道鉄道線箱根湯本駅まで乗り入れ運転を開始するのに伴って鉄道線小田原 - 箱根湯本間の架線電圧を1,500Vに昇圧する。架線電圧600Vの軌道線への直接の電力供給が不可能になり、鉄道線箱根湯本以西の600V区間から給電する必要が生じて電力設備の設置・保守経費が増大した。
戦中戦後の燃料統制が解消してからは貨物輸送の需要もほぼ消滅していた。経営は順調だったものの所属する全車両が他事業者からの老朽化した中古車で、長らく更新されていない設備も同様に老朽化が進行していた。自社や駿豆鉄道（現・伊豆箱根鉄道）の路線バスも並行して運行されており、旅客輸送も路線バスの増便で代替可能と思われる軌道線の存在意義が次第に薄くなった。

### 軌道事業廃止
自動車の交通量が増大する中で、道路交通の大動脈である国道1号線改修計画が神奈川県から持ち上がり、県は車道下を流れる小田原用水の歩道下への移設と共に国道1号線上を併用軌道で占有していた軌道線の撤去を小田原市長に求めた。小田原市としても小田原駅前や市内の道路と交通体系の整備を希望しており、小田原市長からの軌道撤去要請を箱根登山鉄道は承諾し、神奈川県が9,000万円、小田原市が300万円を補償費として箱根登山鉄道に支出して1956年（昭和31年）5月31日を最終日に営業を終了した。
最終日は子供は運賃無料で、モールや「電車まつり」の看板等で装飾した車両を運行した。路線バス転換による軌道線の発展的解消の祝賀ムードの中で「祝市内線撤去」のアーチ看板が小田原駅前広場入口に掲げられ、翌日から1日60往復の代替バスが運行を開始して市内交通は自動車時代に突入した。

## トロリーバス計画（未成）

### 小涌谷周辺
戦後、小田急電鉄傘下の箱根登山鉄道と西武鉄道傘下の駿豆鉄道（現・伊豆箱根鉄道）は小田原・箱根付近の交通権益をめぐって激烈な競争を繰り広げたあげく双方の訴訟合戦となり、「箱根山戦争」などと俗称されるほどの苛烈な紛争状態にあった。
自社で整備したバス専用道路を持つ駿豆鉄道への対抗上、箱根登山鉄道は観光ルート確保の一環として、1953年（昭和28年）に自社の鉄道線および戦時中に休止して1950年（昭和25年）に復活した鋼索線に接続する路線として、温泉村四面塔（小涌谷駅付近） - 箱根町で新設した専用道路を通行する軌道法による無軌条電車（トロリーバス）の営業を計画した。

### 軌道線撤去区間
当時、箱根登山鉄道バスは協定により駿豆鉄道が整備したバス専用道路（当時）の小涌谷 - 元箱根方面を通行していたが、両者による紛争の激化から1956年（昭和31年）には駿豆鉄道によりバス専用道路入口に遮断機を設けられて通行が不可能になった。
自社バスの乗り入れを阻止された箱根登山鉄道は、1956年（昭和31年）に撤去した軌道線の営業区間であった小田原駅前 - 箱根板橋についても無軌条電車の営業を計画し、1958年（昭和33年）には同区間の軌道特許の申請に及んだ。
しかしながら、約2年半前に旧・軌道線を1日60本を運行する自社の路線バスに置き換えたばかりの上、伊豆箱根鉄道の路線バスも運行して現状でも公共交通の輸送力が十分な区間に無軌条電車を新規開業する合理的な理由が存在せず、申請した特許が認可される見込みも少ない。実際のところ、無軌条電車によって同区間の輸送力を補強することに計画の要旨はなく、この特許申請によって温泉村四面塔 - 箱根町の無軌条電車計画の実現性を補強し、箱根登山鉄道バスを自社専用道路から追放した伊豆箱根鉄道へ対抗する目的での路線計画とみられる。

### 特許申請の取り下げ
1953年（昭和28年）小田急グループは「早雲山ロープウエイ株式会社」として架空索道の免許を取得し、1959年（昭和34年）箱根ロープウェイを設立した。
箱根登山鉄道が日本電力時代である1930年（昭和5年）にすでに発表していたロープウェイ構想を具体化したもので、同年12月には早雲山 - 大涌谷が開通、翌年には大涌谷 - 桃源台を開通して全線が開業した。これにより小田急グループは小田急小田原線・箱根登山鉄道鉄道線・箱根登山鉄道鋼索線・箱根ロープウェイ・箱根登山鉄道バスを経由する自社グループによる「箱根ゴールデンコース」と称する箱根周遊ルートを確保した。グループによる芦ノ湖北側へのアクセスが確保できたことに加え、紛争相手であった伊豆箱根鉄道所有のバス専用道路についても神奈川県により芦ノ湖を周遊する湖畔線が1961年（昭和36年）4月1日付で神奈川県に買収されて県道として解放され、早雲山線についても同年中に買収される見込みがつき、箱根登山鉄道バスの芦ノ湖周辺における円滑な運行の目途がついた。
湖尻まで鉄道経由のルートが確保された上に、元箱根まで路線バスが通行できる公道も確保できた以上、当地にわざわざ専用道路を建設してまで無軌条電車路線を新規開業する理由もなくなり、1961年（昭和36年）6月24日付で温泉村四面塔 - 箱根町および小田原駅前 - 箱根板橋の軌道特許申請書を監督官庁に返付して箱根登山鉄道の無軌条電車計画は消滅した

。

## 路線データ
1935年9月当時
- 路線距離（営業キロ）：6.8km
- 軌間：1435mm
- 停留所数：18
- 複線区間：なし（全線単線）
- 電化区間：全線（直流600V架空単線式）

1956年5月当時
- 路線距離（営業キロ）：2.4km
- 軌間：1435mm
- 停留所数：11
- 複線区間：なし（全線単線）
- 電化区間：全線（直流600V架空単線式）
- 変電所：なし（鉄道線から給電）
- 車庫：本社前（のちの幸町）に設置[注釈 5]。1935年（昭和10年）箱根板橋駅乗り入れ開始後に国道側隣接地に車庫を開設した[注釈 6]。幸町車庫は戦後廃止された。

## 運行
1915年2月改正時
所要時間：国府津 - 小田原間30-32分、小田原-湯本間28分
運行間隔：20-40分
1934年12月改正時
所要時間：小田原 - 箱根湯本間27分
運行間隔：20-30分
1940年9月改正時
所要時間：小田原 - 板橋間21分
運行間隔：10-30分
全線単線で早川口と幸町に列車行き違いのための交換施設がありスタフ閉塞で列車交換していた。通常は電動客車3両で運転。停留所に安全地帯はなく路面から直接乗降した。ほとんどが併用軌道で小田原駅前広場（東口）鴨宮寄りの乗降場と箱根板橋駅付近のみ専用軌道。東海道本線に沿って小田原駅前広場の早川寄りに貨物用の引き込み線があり、貨物輸送に使用した。開業から廃止まで運転手と車掌が乗務するツーマン運転で、ワンマン運転は実施しなかった。

## 歴史

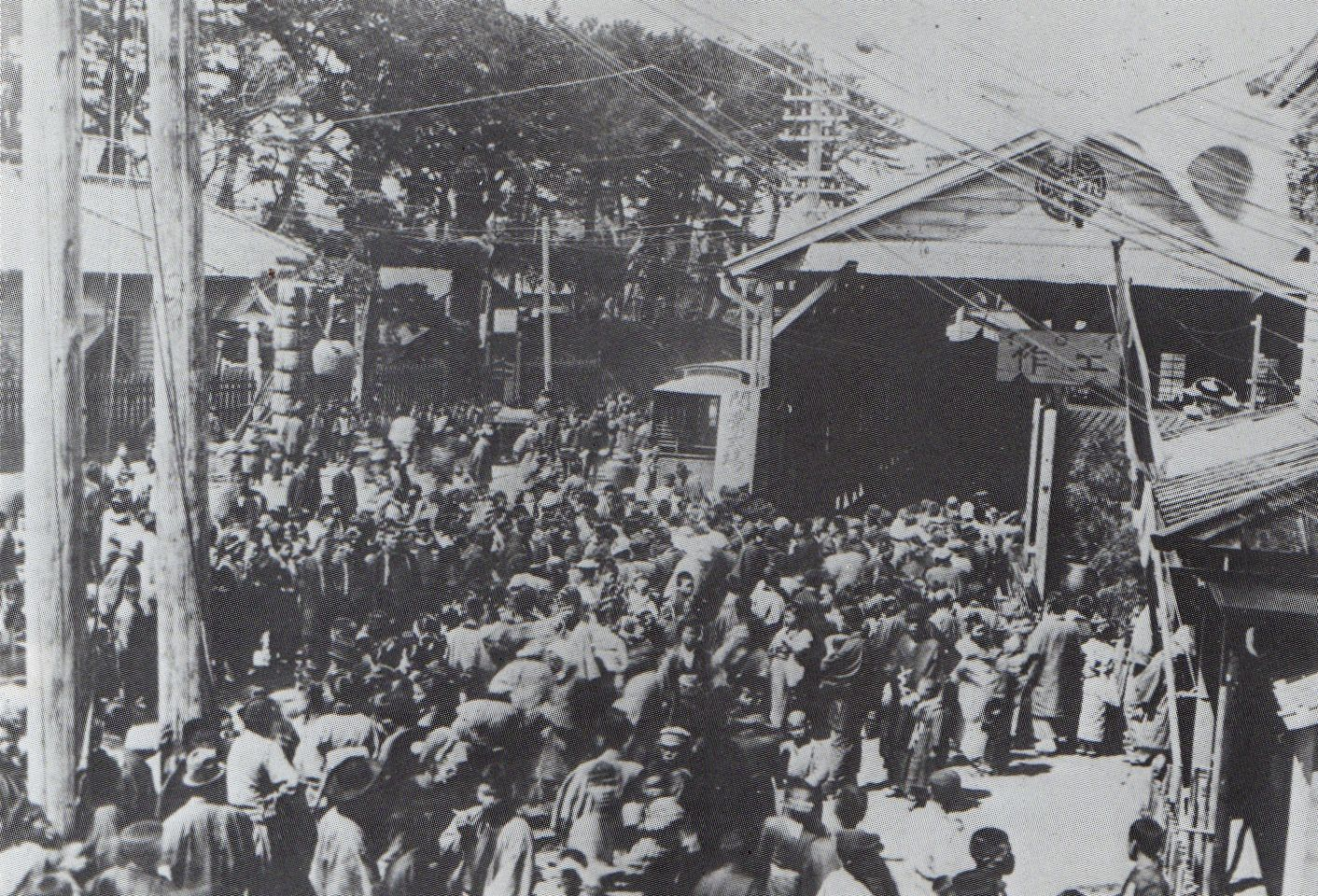
小田原電気鉄道開業式（1900年4月3日）

- 1888年（明治21年）10月1日 国府津 - 小田原 - 湯本（後、箱根湯本）間を小田原馬車鉄道によって開業。
- 1896年（明治29年）10月31日 小田原電気鉄道に改称。
- 1900年（明治33年）3月21日 全線を電化。日本で4番目、県内2番目の電気鉄道となる。
- 1913年（大正2年）9月3日 水害復旧で風祭 - 湯本間の線路移設。
- 1919年（大正8年）6月1日 鉄道線箱根湯本 - 強羅間開業。本軌道線と連絡。
- 1920年（大正9年）12月6日 この年10月21日の熱海線（現、東海道本線）国府津 - 小田原間開業に伴い、並行区間の国府津 - 小田原（本社前）間廃止。本社前 - 小田原駅前を延伸。
- 1921年（大正10年）12月1日 ケーブルカー下強羅-上強羅（現在の強羅 - 早雲山）間が開通。軌道線・鉄道線・ケーブルカーの連絡が完成。
- 1923年（大正12年）
  - 9月1日 関東大震災によって被災し不通。
  - 12月28日 震災復旧と同時に鉄道線車両の市内乗り入れと将来の小田原-強羅間直通を考慮して軌間を1372mmから1435mmへ改軌[21]。
- 1928年（昭和3年）
  - 1月1日 小田原電気鉄道の電力事業を目当てに日本電力に買収され[1]、同社の小田原営業所管轄路線となる。
  - 8月16日 日本電力から鉄軌道事業を分離し、箱根登山鉄道発足。同社の路線となる。
- 1935年（昭和10年）10月1日 鉄道線の箱根湯本 - 小田原間開業に伴い、早川口 - 箱根湯本間は用地をそれに転用して廃止。残存区間を小田原町内線として、早川口 - 箱根板橋間を延伸し鉄道線箱根板橋に乗り入れ。
- 1940年（昭和15年）12月20日 小田原の市制施行に伴い、小田原市内線に改称。
- 1942年（昭和17年）5月30日 日本電力が電力国家統制により規模を縮小して所有する箱根登山鉄道の株式を東京急行電鉄に譲渡[4]。
- 1945年（昭和20年）1月11日 鉄道線の並行路線のためこの日から全線運休[22]。
  - 6月30日 戦災を受けた川崎市運輸事務所にキキ130形を3両譲渡[23]。
  - 9月12日 軌道線の運行を再開[24]。
- 1948年（昭和23年）6月1日 東京急行電鉄が分離・分割。小田急電鉄の傘下に入る。
- 1954年度（昭和29年度） 利用者数は2,064,216人[25]。
- 1955年（昭和30年）
  - 5月16日 軌道荷物営業廃止の許可申請につき、運輸審議会件名表に登載された旨が告示される[26]。
  - 5月31日 運輸審議会は、軌道荷物営業廃止が妥当である旨を運輸大臣へ答申[27]。答申書では「小田原駅前の都市計画工事施行のため、国鉄線とこの軌道線を結ぶ貨物専用線を撤去する必要も生じた」ことも、理由に挙げている。
  - 9月2日 軌道線荷物運輸営業廃止[28]。
- 1956年（昭和31年）
  - 4月23日 軌道運輸営業廃止につき、運輸審議会へ諮問[25]。
  - 4月28日 軌道運輸営業廃止の許可申請につき、運輸審議会件名表に登載された旨が告示[29]。
  - 5月15日 運輸審議会は、軌道運輸営業廃止が妥当である旨を運輸大臣へ答申[25]。
  - 6月1日 全線廃止。

## 停留所一覧
出典：『日本鉄道旅行地図帳 全線・全駅・全廃線』4号関東2 p.44
| 小田原電気鉄道国府津駅（1910年頃） |  | 市内線の小田原駅（1935年頃） |
| 小田原電気鉄道国府津駅（1910年頃） |  | 市内線の小田原駅（1935年頃） |

1900年3月全線電化当時
国府津 - 国府津館前 - 江陽銀行 - 親木橋 - 小八幡 - 酒匂松原 - 松濤園 - 連歌橋 - 一色 - 山王原 - 山王松原 - 伊勢酒屋前駅 - 藤棚前 - 青物町四ツ角 - 郡役所前 - 本社前
幸町（さいわいちょう）一丁目〔本社前〕 - 小伊勢屋前 - 幸町三丁目〔養生館入口〕 - 箱根口 - 十文字一丁目〔筋違橋〕- 天神下 - 下板橋 - 板橋（のち中板橋） - 上板橋〔観音前〕 - 風祭 - 山崎交換所 - 三枚橋 - 湯本
1935年10月鉄道線小田原 - 箱根湯本間開業当時
小田原 - 緑町一丁目 - 幸町一丁目〔松ノ湯通〕 - 本社前 - 御幸ノ浜入口 - 十文字一丁目箱根口 - 十文字二丁目諸白小路 - 十文字二丁目〔早川口〕 - 箱根板橋
1956年3月小田原市内線廃止当時
小田原 - 緑町 - 郵便局前 - 市役所前 - 幸町 - 御幸浜 - 箱根口 - 諸白小路 - 早川口 - 板橋見付 - 箱根板橋

## 接続路線
名称はいずれかの路線廃止時
- 国府津：（1888-1920年）東海道本線（後、御殿場線となる区間含む）
- 小田原：（1909-1956年）東海道本線（1909年 - ）・小田急小田原線（1928年 - ）・箱根登山鉄道鉄道線（1935年 - ）・駿豆鉄道大雄山線（1935年 - ）
- 軽便鉄道前→早川口：（1895-1922年）熱海軌道組合
- 箱根板橋：（1935-1956年）箱根登山鉄道鉄道線
- 箱根湯本：（1919-1935年）箱根登山鉄道鉄道線

## 車両

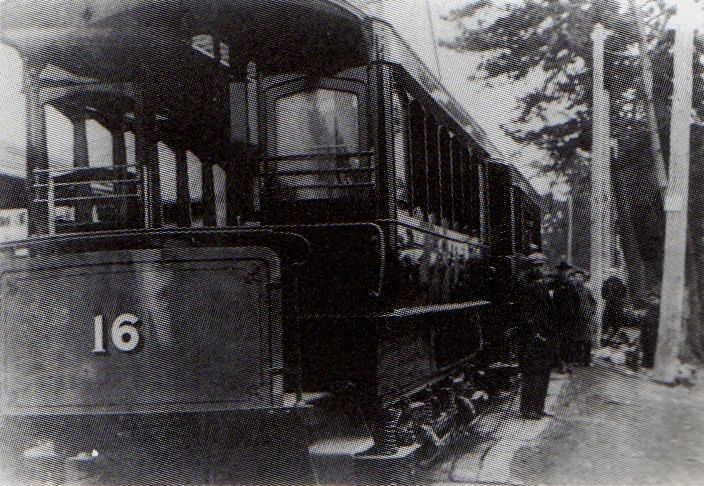
キキ16

電化開業以来、木造単車に付随客車を連結運転していた。1902年 - 1906年（明治35 - 39年）の在籍車両は電動客車1・2等混合が4両（定員1等15人、2等20人）2等が4両（定員40人）、3等が6両（定員50人）。付随客車1・2等混合が4両（定員1等15人、2等20人）、3等が7両（定員50人）。電動無蓋貨車（積載両4t）1両、付随有蓋貨車（積載両2t）6両、付随無蓋貨車（積載両2t）1両。以上客車25両貨車・8両が在籍し、1906年（明治39年）貨車を16両に増車。1915年（大正4年）、1等を廃止して2等と3等に改める。1924年（大正13年）、特等・並等（元の2等・3等）をすべて並等に統合。1923年（大正12年）関東大震災で客車16両が廃車。電動客車6両・付随客車3両を軌間1,435mmに改軌して東京市電気局と王子電気軌道からの転入車と合わせて使用した。
箱根湯本と国府津の終点では当初ループ線で列車を転向、のちには機回し線で付随車を入れ替えて折り返した。1943年（昭和18年）までに付随客車は廃車し、以降電動客車単行で運転した。明治期からの軌道線所属の無蓋電動貨車と付随貨車は1924年（大正13年）に在籍が確認されているが、鉄道線箱根湯本 - 小田原間開通後の路線短縮で付随貨車が1936年（昭和11年）7月に休車、1942年（昭和17年）1月22日付で廃車。以降、鉄道線所属の電動貨車が進行方向側の車両先端部にのみ救助網を取り付けて軌道線に乗り入れていた。電動車の主幹制御器は直接式、ブレーキと警音器はハンドブレーキとフートゴングを使用。ボギー車はエアブレーキとエアホイッスルを使用した。集電装置は終始トロリーポールをシングルで使用し、ビューゲルやパンタグラフは使用しなかった。
形式名の「キキ」は軌道線用の電動客車（軌道線のキ、電動客車のキ）、かつて連結運転をしていた付随客車は「キフ」（軌道線のキ、付随客車のフ）、鉄道線用の電動客車は「チキ」（地方鉄道のチ、電動客車のキ）を名乗っていた。1952年（昭和27年）軌道線・鉄道線共に電動客車は「モハ」に統一された。廃線時に保有していた営業用の車両はすべて長崎電気軌道へ転属し、同社の150形となり、2019年（平成31年）3月末まで現役であった。

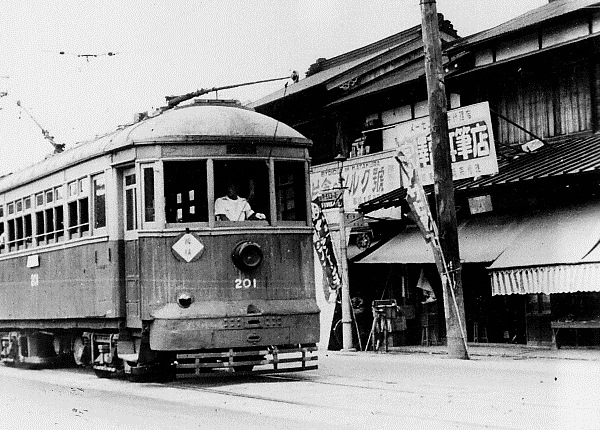
モハ201

以下、戦後に使用された車両。
キキ151900年（明治33年）天野車両製の木造単車。定員40人。運転台はベスチビュール（運転台前面の窓）付のドアなしオープンデッキで小田原電気軌道生え抜きの車両。
キキ101、102元東京市電気局ヨヘテ750、751。1907年（明治40年）日本車輌製造製の木造単車。定員50人。旧東京鉄道750と751を1911年（明治44年）東京市が引き継ぎ。当初運転台はベスチビュール無しのオープンデッキだったが（記号ヨテ）東京市時代にベスチビュール付に改造された。 1926年（大正15年）5月20日認可。木造ボギー車5両が導入されて営業廃止まで使用され、著しく老朽化していたキキ15、キキ101、102は1952年（昭和27年）2月21日付で廃車された。
モハ201番号は201だが形式はモハ20形である。元東京都交通局100形101（旧102）1925年（大正14年）服部製作所製の片側2扉の木造ボギー車。定員70人。旧王子電気軌道402を1942年（昭和17年）東京市電気局が引き継ぎ102、改番して101。東京都交通局で1950年（昭和25年）12月に廃車され当線が譲受した。台車は当初国産のボールドウィンタイプで車輪径762mmの高床式、東京都で車輪径660mmのD-10に交換して低床化。小田原転出時にD-11に軌間1,435mm改軌の上交換、さらに長崎転出後の1972年度（昭和47年度）後半に台車を住友金属工業製KS-40Jに交換している。当線廃止後、箱根板橋の車庫内で三真工業の出張工事で旧車体から台枠と骨組みのみ使用して半鋼製車体に更新改造し長崎電気軌道に転出、同線の151となる。
モハ202元東京都交通局100形102（旧109）1925年（大正14年）東京瓦斯電気工業製の片側2扉の木造ボギー車。旧王子電気軌道409を1942年（昭和17年）東京市が引き継ぎ109、改番して102。以下201と同様。長崎電気軌道152。他の150形が廃車になり、番号を振り替えて2代目の151となる。以降、旧小田原市内線で使用された唯一の現役車両として残っていたが、老朽化が進行し維持が困難になった事から2019年（平成31年）3月31日を最終日として廃車となり同社150形は形式消滅した。2020年、クラウドファンディングで集められた資金により、小田原市内で保存されることが決定した。保存場所はかつての箱根口停留所近くの「箱根口ガレージ報徳広場」で、2021年3月12日にオープンした。

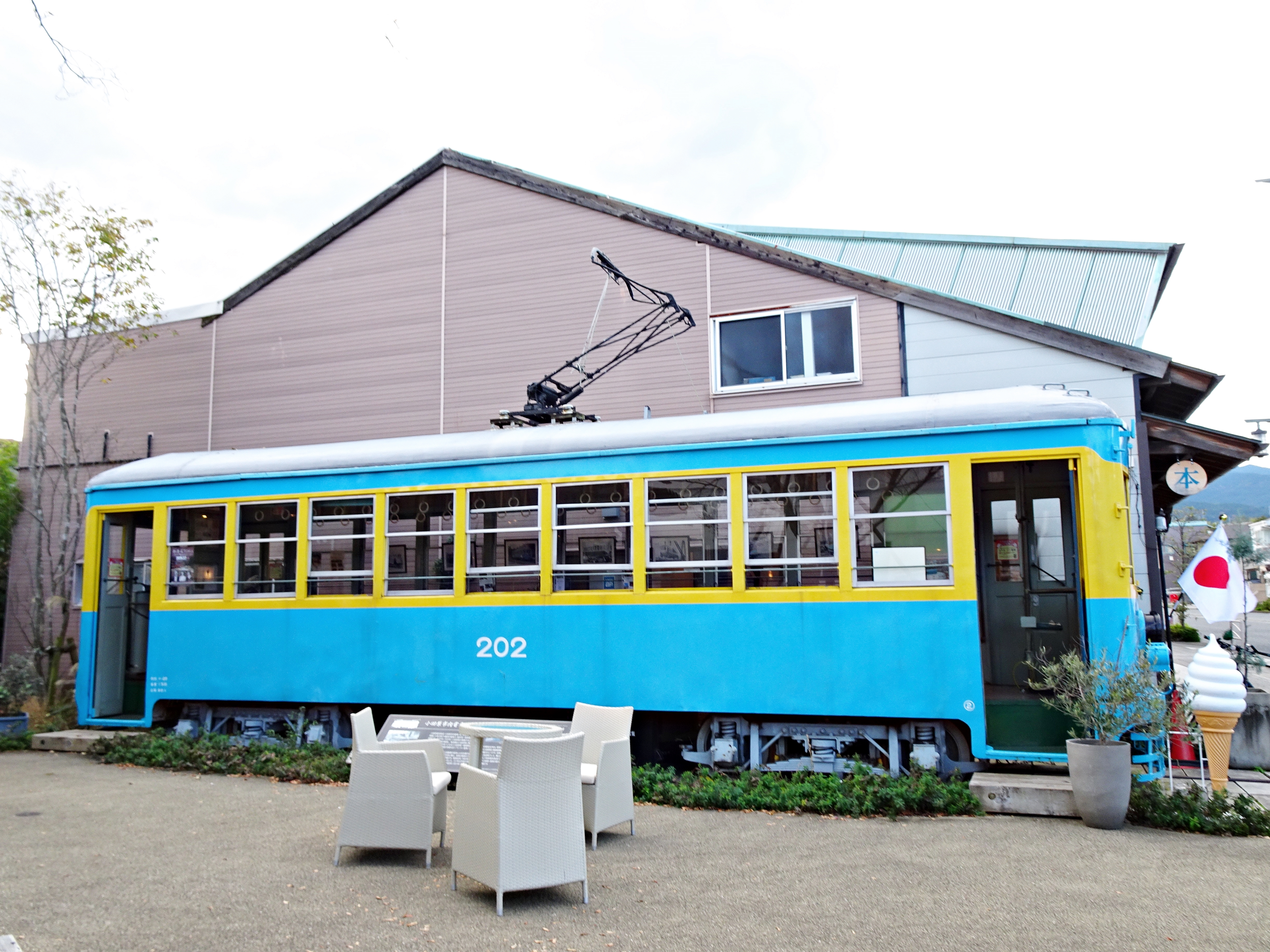
箱根口ガレージ報徳広場に保存されている小田原市内線用モハ202
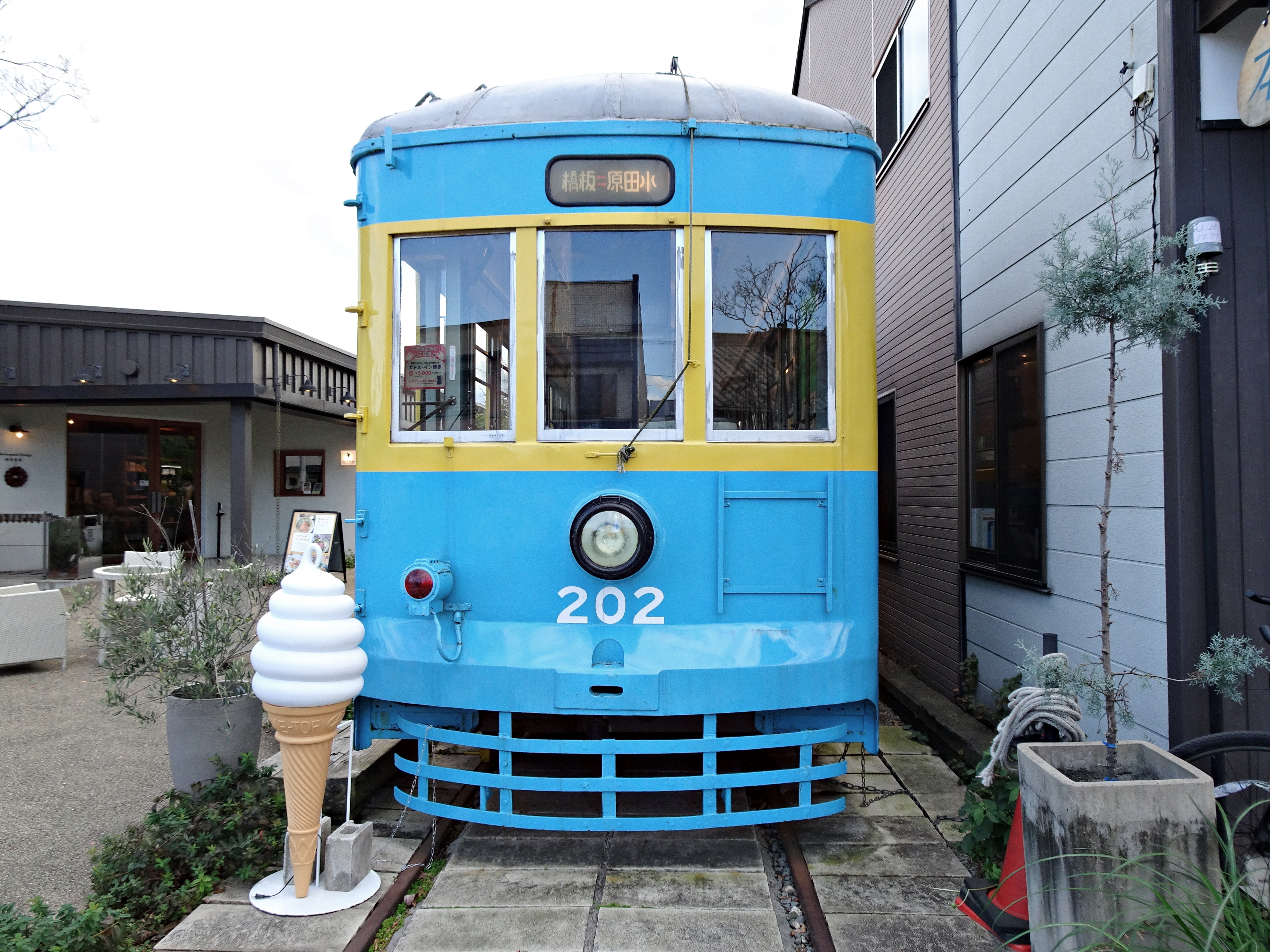
同車前面

モハ203 - 205元東京急行電鉄玉川線デハ20形25 - 27（旧玉川電気軌道41 - 43）1925年（大正14年）蒲田車両製で片側3扉の木造ボギー車。定員90人。元々運転台出入口部分はドアなしのオープンデッキで中央出入口のみドア付きだったが1943年（昭和18年）車体延長改造の上で前後出入口にドアを取り付けた。東京急行時代は前照灯を運転台上部に設置していたが小田原市内線移籍時に運転台窓下に移設した。台車は国産のボールドウィンタイプで車輪径を710mmにして従来より低床化している。戦災を受けた川崎市運輸事務所にキキ131 - 133（旧東京市電気局ヨヘサ454、607、625、1912年（大正3年）東京市電気局工場製、定員40人。1927年（昭和2年）4月27日認可）を譲渡し、東京急行電鉄傘下の縁で1945年と1946年（昭和20 - 21年）譲受。小田原への移送は小田急電鉄で新宿から仮台車に乗せて電動貨車で牽引して小田原まで輸送した。当初キキ20形25 - 27となりモハ20形201 - 203に改番、さらに 旧東京都101、102の入線後203 - 205に改番。当線廃止後、201、202同様の手法で半鋼製車体に更新改造。その際に車体の長さを201 - 202と同様の11,000mmに切り詰めて丸屋根に改造の上で長崎電気軌道に転出、同線の153 - 155となる。

## その他
1900年（明治33年）5月10日に第1集東海道篇が発表された『鉄道唱歌』（大和田建樹作詞、多梅稚作曲）では、12番に国府津が東海道本線と小田原電気鉄道との乗り換え場所であったことから、「国府津おるれば電車あり 酒匂小田原とおからず…」と歌われているが、初版では歌い始めが「国府津おるれば馬車ありて」となっていた。これは、発表がちょうど小田原電気鉄道が馬車鉄道から電気鉄道に動力を改めた直後であったため、第2版以降で急遽書き直されたからである。